# Ludwig Janda
Ludwig Janda (* 13. Januar 1919 in Fürth; † 22. August 1981 in Aschaffenburg) war ein deutscher Fußballspieler und -trainer. Mit dem TSV 1860 München wurde er 1942 deutscher Pokalsieger. 1956 konnte er als Trainer des Karlsruher SC diesen Erfolg wiederholen und wurde somit zum Ersten, der den deutschen Pokal sowohl als Spieler als auch als Trainer gewann. 1949 wurde er mit seinem Wechsel zum AC Florenz zum ersten deutschen „Italien-Profi“.

## Spielerlaufbahn
Janda schloss sich 1928 Jugend der SpVgg Fürth an und debütierte 1936 als 17-Jähriger in der ersten Mannschaft. Bis 1938 spielte er für die Fürther in der Gauliga Bayern.
Ab 1938 war er beim TSV 1860 München, wenngleich er im Laufe des Kriegs zwischenzeitlich für den Luftwaffen-Sportverein Hamburg und den Luftwaffen-Sportverein Kaufbeuren antrat. Mit den Münchnern wurde er 1942 Deutscher Pokalsieger im Wettbewerb um den damals so genannten Tschammer-Pokal. mit der Hamburger Luftwaffenmannschaft erreichte er 1943 erneut das Pokalfinale und 1944 das Endspiel um die deutsche Meisterschaft. Der LSV verlor die Begegnungen aber mit 2:3 nach Verlängerung gegen den Wiener First Vienna FC, bzw., mit 0:4 gegen den Dresdner SC.
Nach Kriegsende erzielte Janda für den TSV 1860 in 116 Oberligaspielen 41 Tore. Mit den Löwen belegte er dabei die Plätze neun, vier, zwei und nochmals vier. Auch seine Brüder Albert (drei Oberligaspiele für 1860 1945/46, insgesamt 59 mit 22 Toren) und Karl (zwischen 1945 und 1947 39 Spiele für 1860) spielten in dieser Zeit für den TSV 1860. In der Saison 1947/48 qualifizierte sich Janda mit den Löwen als Vizemeister der Oberliga Süd für die Endrunde um die deutsche Meisterschaft. Hier war aber im Viertelfinale nach einem 1:5 gegen den 1. FC Kaiserslautern Worms Endstation. In jener Zeit bemühte sich Janda, wie auch der damalige Wuppertaler Spieler Alfred Beck in der zweiten Hälfte der 1950er Jahre, wenngleich vergeblich, um die Gründung einer Gewerkschaft für Vertragsspieler.
Im November 1949 wechselte Ludwig Janda für eine Ablöse von 30.000 oder sogar 50.000 Deutsche Mark als erster deutscher Fußballspieler nach Italien, wo er bei der AC Florenz einen gut dotierten Vertrag unterschrieb – dem Vernehmen nach soll er damals 80.000 Lire im Monat verdient und dazu als Siegprämie mehr Geld bekommen haben, als er als Vertragsspieler in Deutschland in einem ganzen Monat hätte einnehmen dürfen (das waren 320 DM). Mit der Fiorentina wurde er zweimal Fünfter in der Serie A.
Von 1951 bis 1954 spielte der Stürmer für AC Novara. Mit dem Verein aus der norditalienischen Region Piemont wurde er Achter, 13. und 14.
Trotz seines Talentes wurde er nie in die deutsche Fußballnationalmannschaft berufen: Erst verhinderte der Krieg eine Länderspiellaufbahn, später hatte er aufgrund der Fortsetzung seiner Karriere im Ausland keine Chance bei Sepp Herberger.

## Trainer
Nach Beendigung seiner Spielerlaufbahn kehrte er nach Deutschland zurück, absolvierte die Fußballlehrerausbildung und trainierte bis Anfang der 1960er Jahre
- Viktoria Aschaffenburg (1954–1956 sowie 1961-Oktober 1962)
- Karlsruher SC (1956–1959)
- FSV Frankfurt (1959–1961) sowie
- DJK Aschaffenburg (1963/64).

Mit dem Karlsruher SC gewann er den DFB-Pokal 1956 mittels eines 4:1-Sieges im Finale über den Hamburger SV und wurde damit auch der Erste, der den deutschen Pokalwettbewerb sowohl als Spieler als auch als Trainer gewonnen hat.

## Vereine
- SpVgg Fürth (1928–März 1938)
- TSV 1860 München (Mai 1938–1943 und 1945–Oktober 1949)
- Luftwaffen-SV Hamburg (September 1943–September 1944)
- Luftwaffen-SV Kaufbeuren (September 1944–1945)
- AC Florenz (November 1949–1951)
  - 1949/50 19 Spiele – 10 Tore
  - 1950/51 28 Spiele – 3 Tore
- AC Novara (1951–1954)
  - 1951/52 30 Spiele – 11 Tore
  - 1952/53 18 Spiele – 3 Tore
  - 1953/54 20 Spiele – 5 Tore